# Balzan
Balzan es el nombre de un consejo local en el centro de Malta, en el mar Mediterráneo. Es una de las denominadas "Tres Pueblos", junto con Attard y Lija.
Originariamente, la ciudad era un grupo de pequeñas casas y granjas pero luego creció, convirtiéndose en una diócesis en el siglo XVII. en 2021 la ciudad poseía  4.774 habitantes. 

Se cree que el nombre Balzan posee un origen arábigo, y que proviene de los pequeños bosques de olivos que crecen en la zona.
La iglesia, construida a mediados del siglo XVII, está dedicada a la Anunciación de la Virgen María. También celebran la fiesta de San Valentín, la cual le da el nombre a la estación de radio de la ciudad "Radio Valentín".